# 디 어센션

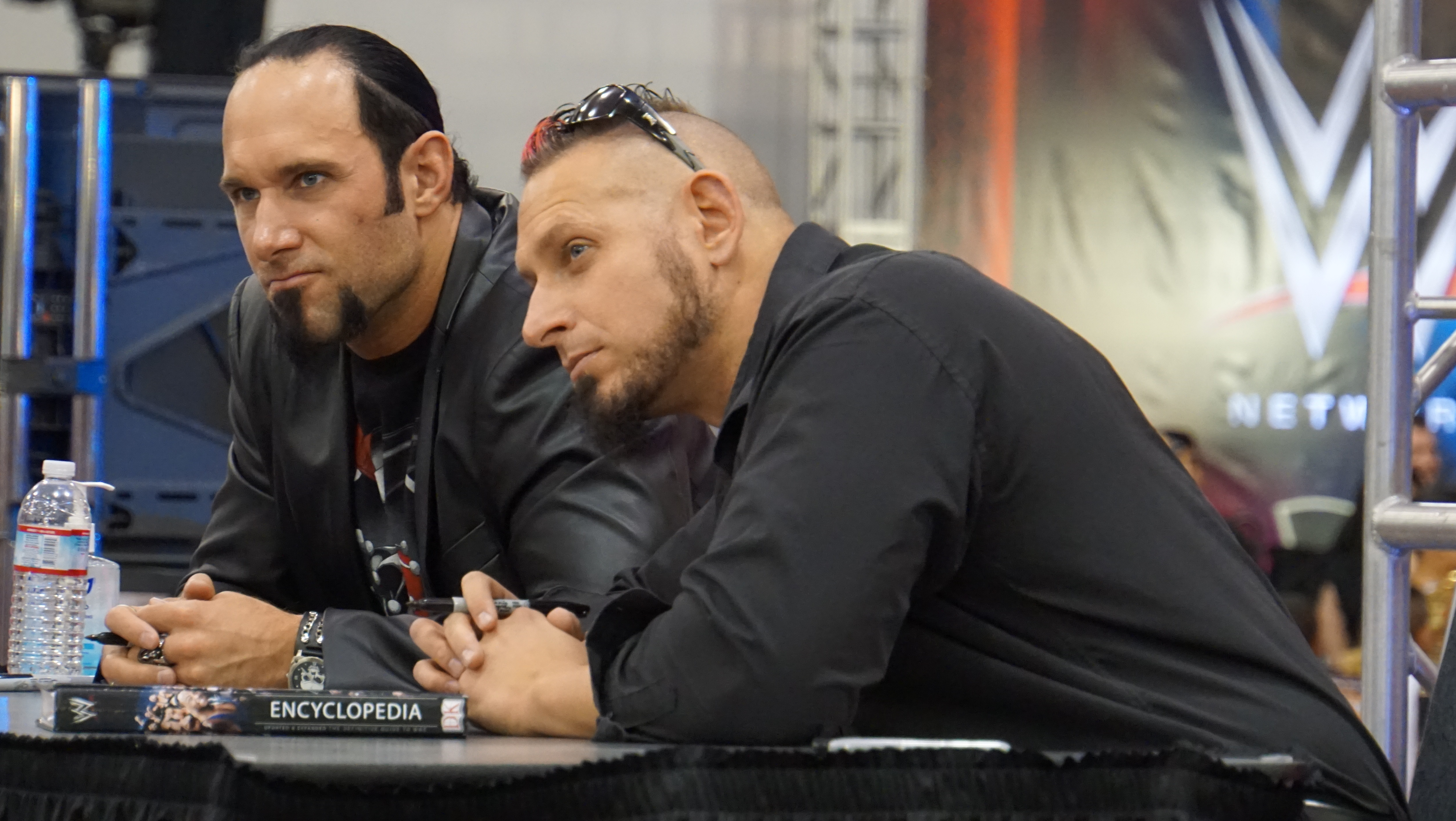

디 어센션 (The Ascension)은 WWE에서 활동하는 코너, 빅 터 2인조로 구성되어 있는 악역 태그팀이다. WWE 스맥다운 태그팀 챔피언십에 도전했다가 실패하였다. 그리고 브리장고만의 스맥다운 미니시리즈 패션파일즈 시리즈에 출연하기도 한다.

## 수상
- WWE NXT 태그팀 챔피언 1회